# Vsevolod Solovëv
Vsevolod Sergeyevich Solovëv (in russo: Всеволод Серге́евич Соловьёв; 1º gennaio 1849 – 20 novembre 1903) è stato un romanziere russo.
La sua opera più nota è il Chronicle of Four Generations (cinque volumi, editi dal 1881 al 1886), la storia dell'immaginaria famiglia Gorbatov dal tempo di Caterina la Grande fino alla metà del XIX secolo. Il tono e il contesto nostalgici per la fine dell'età dei nobili aiuta a spiegare la popolarità postuma fra gli emigrati russi di cui Solovyov godette.

## Biografia
Primogenito dello storico Sergej Aleksandrovič Solov'ëv, fu il fratello del filosofo e mistico Vladimir Solovjov e della poetessa Polyxena Solovyova.  Il debutto nel genere della narrativa avvenne nel 1876 con il volume dedicato alla principessa Ostrozhskaya. Nel 1781, incontrò a Parigi la medium e occultista russa Helena Blavatsky che lo introdusse alla conoscenza di Juliette Adam, Vera Jelikovsky (sorella a lei intimamente legata) e di Emilie de Morsier.
Nel 1886, si trasformò in un acerrimo nemico del fondatore del movimento teosofico e denunciò la Blavatsky per essere una spia segreta dell'Ochrana, la polizia della Russia zarista.
All'epoca, la Blavatsky aveva interrotto le precedenti relazioni per un coinvolgimento con Yuliana Glinka, occultista e diplomatica che lavorava per Pyotr Rachkovsky, capo della sezione parigina dell'Ochrana.
The Magi, pubblicato nel 1889, e The Great Rosicrucian (del 1890) sono fra i suoi romanzi più noti.

## Opere
- «Княжна Острожская» («Нива», 1876)
- «Юный император» («Нива», 1877)
- «Капитан гренадерской роты» («Историческая библиотека», 1878)
- «Юный император» (1877)
- «Царь Девица» («Нива», 1878)
- «Касимовская невеста» («Нива», 1879)
- «Наваждение» (nella Wikipedia in russo «Русский вестник (журнал, 1856—1906», 1879)
- «Хроника четырёх поколений»:
  - «Сергей Горбатов» («Нива», 1881)
  - «Вольтерьянец» («Нива», 1882)
  - «Старый дом» («Нива», 1883)
  - «Изгнанник» (1885)
  - «Последние Горбатовы» (1886)
- «Волхвы» («Север», 1889)
- «Царское посольство» (1890);
- «Великий розенкрейцер» («Север (журнал, 1888)», 1890)
- «Новые рассказы» (1892)
- «Жених царевны» (1893)
- «Злые вихри» (1894)
- «Цветы бездны» («Русский вестник», 1895)
- A Modern Priestess of Isis, 1895 (traduzione a cura di Walter Leaf per conto della Society for Psychical Research)